# 4952 Kibeshigemaro
4952 Kibeshigemaro (1990 FC1) là một tiểu hành tinh vành đai chính được phát hiện ngày 26 tháng 3 năm 1990 bởi A. Sugie ở Dynic.